# Charles Depéret
Charles Depéret, född 25 juni 1854, död 18 maj 1929 var en fransk geolog och paleontolog.
Depéret var professor i Lyon, och har särskilt ägnat sig åt studiet av Rhônedalen. Inom paleontologin har han bearbetat tertiära däggdjursfaunor och utgett ett värdefullt översiktsverk, Les transformations du monde animal (1907). Inom kvartärgeologin märks hans jämförelser av de olika marina strandavlagringarna och nivåförändringarna i Medelhavsområdet med de alpina nedisningarna. Även inom det prehistoriska arkeologin har Depéret varit verksam. Han organiserade grävningarna i Solutré. Depéret var även verksam i striden om Glozelfynden och visade genom fyndet av renländer att mycket gamla lämningar ingick i det omtvistade fyndet.